# Debbie Brill
Deborah Arden Brill, detta Debbie (Mission, 10 marzo 1953), è un'ex altista canadese.

## Biografia
Ha vinto due ori (1970 e 1982) e un argento (1978) ai Giochi del Commonwealth, e un oro (1971) e un bronzo (1979) ai Giochi panamericani.
È stata anche una delle prime atlete in assoluto a saltare sorvolando l'asticella con la schiena, in modo simile allo stile Fosbury: anzi la Brill anticipò lo statunitense di due anni, avendo cominciato a saltare "all'indietro" nel 1966.
Debbie Brill vanta due partecipazioni olimpiche (Monaco di Baviera 1972, 6º posto, e Los Angeles 1984, 5º posto),. Non andò a Mosca 1980 — quando era all'apice della carriera — perché il Comitato olimpico canadese aderì al boicottaggio dei Giochi.
È stata per undici volte campionessa canadese (1968, 1969, 1970, 1971, 1974, 1976, 1978, 1980, 1982, 1983 e 1984) e per due volte campionessa statunitense (1979 e 1982). È stata la prima donna nordamericana a sfondare il muro dei 6 piedi (1,83 metri), quando aveva 16 anni.
Ha detenuto i primati nazionali sia al coperto (1,99 m) che all'aperto (1,98 m). Il suo primato al coperto, ottenuto nel 1982 a soli cinque mesi dalla nascita del primo figlio, è stato anche primato mondiale.